# Rocca di Botte
Rocca di Botte est une commune de la province de L'Aquila, dans la région Abruzzes, en Italie.

## Géographie
Rocca di Botte est située à l'extrémité nord-ouest du massif des monts Simbruins.

## Administration
| Période                                  | Période  | Identité           | Étiquette | Qualité |
| ---------------------------------------- | -------- | ------------------ | --------- | ------- |
| 29 juin 2004                             | En cours | Renato Pietroletti |           |         |
| Les données manquantes sont à compléter. |          |                    |           |         |

### Communes limitrophes
Arsoli (RM), Camerata Nuova (RM), Cappadocia, Cervara di Roma (RM), Oricola, Pereto.